# Film Fest Gent 2014
Het Film Fest Gent 2014 was het 41ste internationaal filmfestival dat plaatsvond in het Oost-Vlaamse Gent van 14 tot 25 oktober 2014. Het festival ging door in Kinepolis Gent, Studio Skoop, Sphinx-cinema, het Kunstencentrum Vooruit en de KASK Cinema en omvatte behalve films en kortfilms ook lezingen, concerten en andere muzikale uitvoeringen. Film Fest Gent vierde ook het Chaplin-jaar naar aanleiding van het honderdjarig bestaan van de zwerver Charlot, met twee klassiekers, The Circus (in het Kuipke) en The Gold Rush (in de Stadshal).

De openingsfilm van het filmfestival op 14 oktober was The Loft (wereldpremière) van de Belgische regisseur Erik Van Looy en het festival werd op 25 oktober afgesloten met Birdman van de Mexicaanse regisseur Alejandro González Iñárritu.
Tijdens het festival vond er ook een expositie plaats over Federico Fellini in het Provinciaal cultuurcentrum Caermersklooster.

## Competitie

### Jury
De internationale jury bestond uit:
- Bret Easton Ellis (voorzitter), schrijver  Verenigde Staten
- Héloïse Godet, actrice en producer  Frankrijk
- Dana Linssen, filmrecensente  Nederland
- Sergei Loznitsa, fictie- en documentairemaker  Oekraïne
- Patrice Toye, filmregisseuse  België

### Deelnemers
Volgende films deden mee aan de competitie:
| Film                                  | Regisseur          | Land                                                                                       | Prijs                                   |
| ------------------------------------- | ------------------ | ------------------------------------------------------------------------------------------ | --------------------------------------- |
| Bai ri yan huo (Black Coal, Thin Ice) | Diao Yinan         | China                                                                                      |                                         |
| Gente de bien                         | Franco Lolli       | Colombia- Frankrijk                                                                        | Grand Prix for Best Film                |
| Jauja                                 | Lisandro Alonso    | Argentinië- Verenigde Staten- Frankrijk- Denemarken Nederland- Mexico- Duitsland- Brazilië | Special Mention                         |
| Je suis à toi                         | David Lambert      | Canada- België                                                                             |                                         |
| Haganenet (The Kindergarten Teacher)  | Nadav Lapid        | Israël- Frankrijk                                                                          |                                         |
| Leviathan                             | Andrej Zvjagintsev | Rusland                                                                                    |                                         |
| Une nouvelle amie                     | François Ozon      | Frankrijk                                                                                  |                                         |
| Réalité (Reality)                     | Quentin Dupieux    | Verenigde Staten- Frankrijk- België                                                        |                                         |
| Futatsume no mado (Still the Water)   | Naomi Kawase       | Japan- Spanje- Frankrijk- Ierland                                                          |                                         |
| Stratos                               | Yannis Economides  | Griekenland- Duitsland- Cyprus                                                             |                                         |
| Turist                                | Ruben Östlund      | Zweden- Denemarken- Frankrijk- Noorwegen                                                   |                                         |
| Violet                                | Bas Devos          | België- Nederland                                                                          | Georges Delerue Prijs voor Beste Muziek |
| Waste Land                            | Pieter Van Hees    | België                                                                                     |                                         |
| Fehér isten (White God)               | Kornél Mundruczó   | Hongarije- Duitsland- Zweden                                                               |                                         |

### Prijzen[1]
- Grand Prix for Best Film: Gente de bien van Franco Lolli
- De Georges Delerue Prijs voor Beste Muziek: Violet met muziek van Boris Debackere
- Speciale vermelding (Special Mention): Jauja van Lisandro Alonso
- Prijs voor Beste Europese Kortfilm: Washingtona van Konstantina Kotzamani
- Nationale Loterij Prijs voor Beste Belgische Studentenkortfilm: L'Infini van Lukas Dhont (KASK)
- Ace Image Factory Publieksprijs voor Beste Belgische Studentenkortfilm: Perdition County van Raphael Crombez (LUCA School of Arts)
- Port of Ghent publieksprijs: Pride van Matthew Warchus
- Canvas Publieksprijs: Il capitale umano van Paolo Virzì[2]
- Explore Award: The Tribe van Myroslav Slaboshpytskiy

## Galas & Specials
Volgende films hadden hun Belgische avant-première op het festival:
| Film                                    | Regisseur                     | Land                                                          |
| --------------------------------------- | ----------------------------- | ------------------------------------------------------------- |
| Blind                                   | Eskil Vogt                    | Noorwegen- Nederland                                          |
| Il capitale umano                       | Paolo Virzì                   | Italië                                                        |
| The Captive                             | Atom Egoyan                   | Canada                                                        |
| Gui lai (Coming Home)                   | Zhang Yimou                   | China                                                         |
| Fury                                    | David Ayer                    | Verenigd Koninkrijk                                           |
| The Judge                               | David Dobkin                  | Verenigde Staten                                              |
| Love Is Strange                         | Ira Sachs                     | Verenigde Staten                                              |
| Lucifer                                 | Gust Van den Berghe           | België                                                        |
| Macondo                                 | Sudabeh Mortezai              | Oostenrijk                                                    |
| Le meraviglie                           | Alice Rohrwacher              | Italië- Zwitserland- Duitsland                                |
| Miss Julie                              | Liv Ullmann                   | Noorwegen- Verenigd Koninkrijk- Ierland- Frankrijk            |
| Mr. Turner                              | Mike Leigh                    | Verenigd Koninkrijk                                           |
| Nymphomaniac (Director's Cut)           | Lars von Trier                | Denemarken- Duitsland- België- Verenigd Koninkrijk- Frankrijk |
| Pasolini                                | Abel Ferrara                  | Frankrijk- België- Italië                                     |
| Predestination                          | Michael Spierig Peter Spierig | Australië                                                     |
| Pride                                   | Matthew Warchus               | Verenigd Koninkrijk                                           |
| St. Vincent                             | Theodore Melfi                | Verenigde Staten                                              |
| These Final Hours                       | Zak Hilditch                  | Australië                                                     |
| Når dyrene drømmer (When Animals Dream) | Jonas Alexander Arnby         | Denemarken                                                    |
| White Bird in a Blizzard                | Gregg Araki                   | Frankrijk- Verenigde Staten                                   |

## Cinéma français
| Film                                 | Regisseur                       | Jaar |
| ------------------------------------ | ------------------------------- | ---- |
| Adieu au langage                     | Jean-Luc Godard                 | 2014 |
| Au fil d'Ariane                      | Robert Guédiguian               | 2014 |
| Une autre vie                        | Emmanuel Mouret                 | 2013 |
| Une histoire banale                  | Audrey Estrougo                 | 2014 |
| Near Death Experience                | Benoît Delépine Gustave Kervern | 2014 |
| P'tit Quinquin                       | Bruno Dumont                    | 2014 |
| La prochaine fois je viserai le cœur | Cédric Anger                    | 2014 |
| Qui vive                             | Marianne Tardieu                | 2014 |
| Retour à Ithaque                     | Laurent Cantet                  | 2014 |
| Tonnerre                             | Guillaume Brac                  | 2013 |
| Tristesse club                       | Vincent Mariette                | 2014 |
| Eden                                 | Mia Hansen-Løve                 | 2014 |

## Global cinema
| Film                                                        | Regisseur                                              | Land                                  |
| ----------------------------------------------------------- | ------------------------------------------------------ | ------------------------------------- |
| 52 Tuesdays                                                 | Sophie Hyde                                            | Australië                             |
| Amour fou                                                   | Jessica Hausner                                        | Oostenrijk- Luxemburg- Duitsland      |
| Antboy                                                      | Ask Hasselbalch                                        | Denemarken                            |
| At Home                                                     | Athanasios Karanikolas                                 | Griekenland- Duitsland                |
| Bella addormentata                                          | Marco Bellocchio                                       | Italië- Frankrijk                     |
| Charlie's Country                                           | Rolf de Heer                                           | Australië                             |
| Cold in July                                                | Jim Mickle                                             | Verenigde Staten- Frankrijk           |
| MGP Missionen (The Contest: To the Stars and Back)          | Martin Miehe-Renard                                    | Denemarken                            |
| Dark Touch                                                  | Marina de Van                                          | Frankrijk- Ierland- Zweden            |
| Devil's Knot                                                | Atom Egoyan                                            | Verenigde Staten                      |
| Doc of the Dead                                             | Alexandre O. Philippe                                  | Verenigde Staten                      |
| The Dog                                                     | Allison Berg François Keraudren                        | Verenigde Staten                      |
| Eau Zoo                                                     | Emilie Verhamme                                        | België                                |
| Mula sa kung ano ang noon (From What Is Before)             | Lav Diaz                                               | Filipijnen                            |
| Hide and Seek                                               | Joanna Coates                                          | Verenigd Koninkrijk- Verenigde Staten |
| Yo soy la felicidad de este mundo (I Am Happiness on Earth) | Julián Hernández                                       | Mexico                                |
| Lilla Anna och Långa farbrorn (Kleine Anna en lange oom)    | Alicja Björk, Alicja Jaworski Lasse Persson, Per Åhlin | Zweden                                |
| Viharsarok (Land of Storms)                                 | Ádám Császi                                            | Hongarije- Duitsland                  |
| Maïdan                                                      | Sergei Loznitsa                                        | Oekraïne- Nederland                   |
| Merchants of Doubt                                          | Robert Kenner                                          | Verenigde Staten                      |
| Miss Zombie                                                 | Sabu                                                   | Japan                                 |
| N - The Madness of Reason                                   | Peter Krüger                                           | België- Nederland- Duitsland          |
| Open Windows                                                | Nacho Vigalondo                                        | Frankrijk- Spanje- Verenigde Staten   |
| Risse im Beton                                              | Umut Dag                                               | Oostenrijk                            |
| Run                                                         | Philippe Lacôte                                        | Frankrijk- Ivoorkust                  |
| Stella Cadente                                              | Luis Minarro                                           | Spanje                                |
| That Lovely Girl                                            | Keren Yedaya                                           | Israël- Frankrijk- Duitsland          |
| The Tribe                                                   | Myroslav Slaboshpytskiy                                | Oekraïne- Nederland                   |
| The Unknown Known                                           | Errol Morris                                           | Verenigde Staten                      |
| Waiting for August                                          | Teodora Ana Mihai                                      | België- Roemenië                      |
| Hoje Eu Quero Voltar Sozinho (The Way He Looks)             | Daniel Ribeiro                                         | Brazilië                              |
| Xenia                                                       | Panos H. Koutras                                       | Griekenland- België- Frankrijk        |

## Sound and Vision
| Film                           | Regisseur                      | Land                                  |
| ------------------------------ | ------------------------------ | ------------------------------------- |
| 20,000 Days on Earth           | Iain Forsyth & Jane Pollard    | Verenigd Koninkrijk                   |
| Dance! Dance! Dance!           | Hendrik Willemyns & Ken Ochiai | België- Japan                         |
| Get on Up                      | Tate Taylor                    | Verenigd Koninkrijk- Verenigde Staten |
| Platina Blues                  | Threes Anna                    | Nederland                             |
| Soul Boys of the Western World | George Hencken                 | Verenigd Koninkrijk                   |
| Visitors                       | Godfrey Reggio                 | Verenigde Staten                      |
| Whiplash                       | Damien Chazelle                | Verenigde Staten                      |

## Artists on film
| Film                                               | Regisseur                             | Land                                           |
| -------------------------------------------------- | ------------------------------------- | ---------------------------------------------- |
| Altman                                             | Ron Mann                              | Canada                                         |
| The Go-Go Boys: The Inside Story of Cannon Films   | Hilla Medalia                         | Israël                                         |
| Gore Vidal: The United States of Amnesia           | Nicholas D. Wrathall                  | Verenigde Staten- Italië                       |
| Life Itself                                        | Steve James                           | Verenigde Staten                               |
| Maarten Van Severen: Addicted to Every Possibility | Moon Blaise                           | België- Nederland- Frankrijk- Verenigde Staten |
| Mr. X                                              | Tessa Louise-Salomé                   | Frankrijk                                      |
| Regarding Susan Sontag                             | Nancy D. Kates                        | Verenigde Staten                               |
| Rohmer in Paris                                    | Richard Misek                         | Verenigd Koninkrijk- Frankrijk                 |
| The Salt of the Earth                              | Wim Wenders & Juliano Ribeiro Salgado | Brazilië- Italië- Frankrijk                    |
| Trespassing Bergman                                | Jane Magnusson & Hynek Pallas         | Zweden                                         |

## Classics
| Film                     | Regisseur            | Land                | Jaar |
| ------------------------ | -------------------- | ------------------- | ---- |
| The Circus               | Charles Chaplin      | Verenigde Staten    | 1928 |
| The Gold Rush            | Charles Chaplin      | Verenigde Staten    | 1925 |
| Aguirre, der Zorn Gottes | Werner Herzog        | Duitsland           | 1972 |
| Belle de Jour            | Luis Buñuel          | Frankrijk- Italië   | 1967 |
| Dog Day Afternoon        | Sidney Lumet         | Verenigde Staten    | 1975 |
| La Dolce Vita            | Federico Fellini     | Italië- Frankrijk   | 1960 |
| Oh! What a Lovely War    | Richard Attenborough | Verenigd Koninkrijk | 1969 |
| La Sirène du Mississipi  | François Truffaut    | Frankrijk- Italië   | 1969 |
| Suspiria                 | Dario Argento        | Italië              | 1977 |

## Shorts
De kortfilmcompetitie ging door in het kader van de "Competitie voor beste Europese film" (Best European Short), een organisatie in samenwerking met de European Film Academy en 14 andere Europese filmfestivals. De winnaar in Gent mag in 2015 meedingen voor de Europese Filmprijzen (European Film Awards).

De genomineerden voor de competitie:
| Film                    | Regisseur                    | Land        | Speeltijd (min.) |
| ----------------------- | ---------------------------- | ----------- | ---------------- |
| Ahlem                   | Alessandra Pescetta          | Italië      | 18'              |
| The Education           | Klaartje Schrijvers          | België      | 15'              |
| Quinze kilometres trois | Stéphane Mercurio            | Frankrijk   | 22'              |
| Trou                    | Anne Brouillet               | Frankrijk   | 20'              |
| Void                    | Milad Alami & Aygul Bakanova | Denemarken  | 15'              |
| Washingtonia            | Konstantina Kotzamani        | Griekenland | 24'              |

Op het Film Fest Gent werden ook alle kortfilms vertoond die genomineerd zijn voor de 27e Europese Filmprijzen in Riga op 13 december 2014.
| Film                                                           | Regisseur                              | Land                            | Speeltijd | Nominatie           |
| -------------------------------------------------------------- | -------------------------------------- | ------------------------------- | --------- | ------------------- |
| Hvalfjörður (Whale Valley)                                     | Gudmundur Arnar Gudmundsson            | Denemarken- IJsland             | 15'       | Film Fest Gent 2013 |
| The Missing Scarf                                              | Eoin Duffy                             | Ierland                         | 7'        | Valladolid          |
| Little Block of Cement with Disheveled Hair Containing the Sea | Jorge López Navarrete                  | Spanje                          | 16'       | Cork                |
| The Chimera of M.                                              | Sebastian Buerkner                     | Verenigd Koninkrijk             | 25'       | Rotterdam           |
| Pride                                                          | Pavel Vesnakov                         | Bulgarije- Duitsland            | 30'       | Clermont-Ferrand    |
| Taprobana                                                      | Gabriel Abrantes                       | Portugal- Sri Lanka- Denemarken | 24'       | Berlijn             |
| Fal                                                            | Simon Szabo                            | Hongarije                       | 11'       | Tampere             |
| Lato 2014 (Summer 2014)                                        | Wpjciech Sobczyk                       | Polen                           | 12'       | Krakau              |
| Dinola                                                         | Mariam Khatchvani                      | Georgië                         | 15'       | Grimstad            |
| Panique au village: la bûche de Noël                           | Vincent Patar & Stéphane Aubier        | België- Frankrijk               | 26'       | Vila do Condo       |
| Shipwreck                                                      | Morgan Knibbe                          | Nederland                       | 15'       | Locarno             |
| Emergency Calls                                                | Hannes Vartiainen & Pekka Veillolainen | Finland                         | 15'       | Sarajevo            |
| Daily Bread                                                    | Idan Hubel                             | Israël                          | 18'       | Venetië             |
| Ich hab noch Auferstehung                                      | Jan-Gerrit Seyler                      | Duitsland                       | 23'       | Drama               |
| The Chicken                                                    | Una Gunjak                             | Duitsland- Kroatië              | 15'       | Bristol             |